# Asbóth János (mezőgazdász)
Nemescsói  Asbóth János (Nemescsó, 1768. december 13. – Zombor, 1823. június 19.) a keszthelyi Georgicon igazgatója.

## Élete
Asbóth Gottfried János fia volt. 1782. május 20-án Sopronba ment középiskolába; majd 1788 őszén  Göttingenbe az egyetemre. Itt egy pályázat megfejtésének jutalmaképpen 25 arany súlyú, az angol király képével ellátott emlékéremmel jutalmazták.
1791-ben visszatért hazájába. Mint arra az értekezésén olvasható címből következtetni lehet, előbb Lőcsén volt tanár, 1796-ban pedig Késmárkra hívták líceumi oktatónak; ahol négy év tanítás után, 1801-ben Festetics György gróf Keszthelyre hívta meg a „gazdászati tudományok tanárának” és a Georgikon igazgatójának; 1806-ban egyúttal a gróf összes uradalmát is igazgatta. Karrierje azonban tovább folytatódott: 1818. március 10-én a Ferenc-csatorna társaság által a kincstártól bérbe vett jószágok kormányzatánál első ülnökké, 1820-ban a magyar udvari kamara által a Bács vármegyei koronauradalmak kormányzójává nevezték ki.

## Házassága és gyermekei
Feleségül vette Tátrai Kolmajer Anna Máriát (1780-1842). Házasságából született:
- nemescsói Asbóth Lajos (1803–1882) honvéd ezredes, az MTA levelező tagja, a bécsi titkosrendőrség besúgója.
- nemescsói Asbóth Sándor (katona) (1811–1868) magyar mérnök, az 1848–49 évi szabadságharcban alezredes, az amerikai polgárháborúban az északiak dandártábornoka. Az Amerikai Egyesült Államok argentínai és uruguayi nagykövete.

- valamint Terézia (1798-1886), Mária (1800-1860), Gergely (1801-1821), Karolina Zsófia (1805-1807), János Arisztid (1806-1807), János Károly (1809-1857), Ilona Regina (1813-1833), Károly József Tivadar (1816-1819).

## Munkái
Műveit latin, illetve német nyelven írta.
- Elegie am Tage des Abschieds unsers Lehrers Martin Schwartner. Oedenburg, 1788.
- Commentatio de interpretatione codicis sacri ad communia omnes libros interpretandi principia revocata. Göttingae, 1791. (A fent említett aranyéremmel jutalmazott dolgozat.)
- Ode dem ländlichem Glücke gesungen. (Oedenburg), 1793.
- Oratio in auspiciis anni scholastici 1801–2 in Georgico Keszthelyiensi dicta. Sopronii, 1801.
- Oratio, qua novum cursum oeconomicum in Georgico Keszthelyiensi auspicatus est, dicta 2. nov. 1801. Uo. (1802.)
- Oratio de fide ruricolarum felicitatis et privatae ac publicae civium fonte in auspiciis lectionum Georgici Keszthelyiensis. Pestini, (1807.)
- Cantate an die Durchlaucht. Princessin Josephine v. Hohenzollern-Hechingen, Neuvermählte des… Grafen Ladisl. Festetics v. Tolna, Bey Ihrer Ankunft in Keszthely. Veszprém, 1811.

Késmárki tanársága alatt írt természettani és hittani kéziratai a Rumy-féle hagyatékból az Országos Széchényi Könyvtár kézirattárába kerültek.